# Glossobalanus hedleyi
Glossobalanus hedleyi är en djurart som tillhör fylumet svalgsträngsdjur, och som först beskrevs av Hill 1897.  Glossobalanus hedleyi ingår i släktet Glossobalanus och familjen Ptychoderidae. Inga underarter finns listade i Catalogue of Life.